# Monte Dendi
Il Dandi è un vulcano inattivo che si trova nella regione etiope di Oromia a circa 100 chilometri ad ovest di Addis Abeba. 

## Descrizione
La caldera del Dandi si è formata circa 60 milioni di anni fa. Attualmente il vulcano è spento e la caldera e i suoi fianchi sono densamente popolati. La caldera è larga quattro chilometri e i fianchi del cratere sono composti in gran parte dalle ceneri dell'esplosione del vulcano; questo materiale molto friabile è solcato da profondi valloni disposti radialmente attorno al cratere, frutto dello scorrimento di acque meteoriche. Al centro della caldera vi sono due laghi.